# Medalha Militar (Espanha)

Aspecto da Medalla Militar

Medalla Militar (em português: Medalha Militar) é uma condecoração espanhola atribuída exclusivamente a militares. Criada em 1918, actualmente ainda é concedida a militares que, desde o posto mais baixo até ao mais alto, demonstrem feitos exemplares e serviço notório frente ao inimigo.

## Recipientes notáveis

### Guerra Civil Espanhola
- Emilio Mola
- Adolf Galland (Legião Condor)
- Mohamed Meziane
- Werner Mölders (Legião Condor)[2]
- Walter Oesau (Legião Condor)
- Wilhelm Ritter von Thoma (Legião Condor)
- Wolfram Freiherr von Richthofen (Legião Condor)[3]